# 中郡宇村
中郡宇村（なかこおりうむら）は、鹿児島県の中部、鹿児島郡に属していた村。1934年8月1日に吉野村、西武田村とともに鹿児島市へ編入され自治体としては消滅した。
村名は中村、郡元村、宇宿村の頭文字を取り命名したことに由来している。

## 地理
中郡宇村の大部分が紫原の高原に占められており、現在は住宅地となっているが、当時は田畑が広がっていた。紫原の麓には新川、脇田川が流れ、その付近に集落がある。中郡宇村役場は大字郡元の一之宮神社付近に置かれていた。大日本紡績鹿児島工場（現在のユニチカ）が置かれており、税負担は鹿児島市、枕崎町に次いで3番目に安い自治体であった。

### 大字
大字は中、郡元、宇宿の3大字から構成されており、現在の鴨池（編入時に大字中から改称）、与次郎、郡元町、郡元、南郡元町、東郡元町、南新町、真砂町、真砂本町、三和町、鴨池新町、新栄町、唐湊、紫原、西紫原町、宇宿、日之出町にあたる。

## 歴史
- 1889年（明治22年）4月1日 - 町村制施行により、鹿児島郡中村、郡元村、宇宿村の区域より鹿児島郡中郡宇村が成立する[5][6]。
- 1934年（昭和9年）8月1日 - 鹿児島郡西武田村及び吉野村と共に鹿児島市に編入され消滅（この際中が鴨池町と改称された[7]）[1][8][9][5]。

## 行政
- 村長：末吉市之進（1929年1月21日 - 1934年7月31日）[5]

### 歴代村長
町村制施行以降の村長を記載する。表記は『宇宿郷土史』による。
| 代         | 氏名        | 就任期間                       |
| ---------- | ----------- | ------------------------------ |
| 初代村長   | 根元 哲彦   | 1889年6月1日 - 1892年5月       |
| 二代村長   | 仁禮 俊一   | 1892年6月1日 - 1895年5月       |
| 三代村長   | 早田 如平   | 1895年5月 - 1897年9月21日      |
| 四代村長   | 宮本 東之輔 | 1897年9月24日 - 退任日不明     |
| 五代村長   | 二木 郎     | 就任日不明 - 1898年7月11日     |
| 六代村長   | 大場 孝太郎 | 1898年12月 - 退任日不明        |
| 七代村長   | 染河 喜輔   | 1900年1月 - 1900年2月3日       |
| 八代村長   | 藤山 隆章   | 1900年5月 - 1900年12月28日     |
| 九代村長   | 羽月 市次郎 | 1901年11月 - 退任日不明        |
| 十代村長   | 兒玉 利謙   | 1901年12月13日 - 1910年3月28日 |
| 十一代村長 | 澁谷 龍三   | 1910年12月13日 - 1919年12月5日 |
| 十二代村長 | 梶原 武次   | 1920年1月20日 - 1924年12月5日  |
| 十三代村長 | 堀 金光     | 1925年1月21日 - 1929年1月20日  |
| 十四代村長 | 末吉 市之進 | 1929年1月21日 - 1934年7月31日  |

## 教育

### 尋常高等小学校
- 中郡尋常高等小学校（現在の鹿児島市立中郡小学校）
- 宇宿尋常高等小学校（現在の鹿児島市立宇宿小学校）

### 青年訓練所
- 中郡青年訓練所
- 宇宿青年訓練所

### 高等教育機関
- 鹿児島高等農林学校（現在の鹿児島大学農学部）
- 錦江高等女学校

## 施設
- 鹿児島市鴨池動物園
  - 鴨池遊園地

## 交通

### 鉄道
- 鹿児島市電市内線
  - 騎射場電停 - 鴨池電停
- 鹿児島市電市外線（後の鹿児島市電谷山線の一部）
  - 鴨池駅 - 郡元電停 - 競馬場前電停 - 脇田電停

指宿枕崎線が村内を通っていたが、当時村内に駅はなく最寄駅は西鹿児島駅であった。また、旧村域内に現在ある郡元駅、南鹿児島駅、宇宿駅、二軒茶屋電停、宇宿一丁目電停は中郡宇村が鹿児島市に編入された後に設置されたものである。

## 出身著名人
- 隈元謙次郎（美術史家）[10]